# Kartala

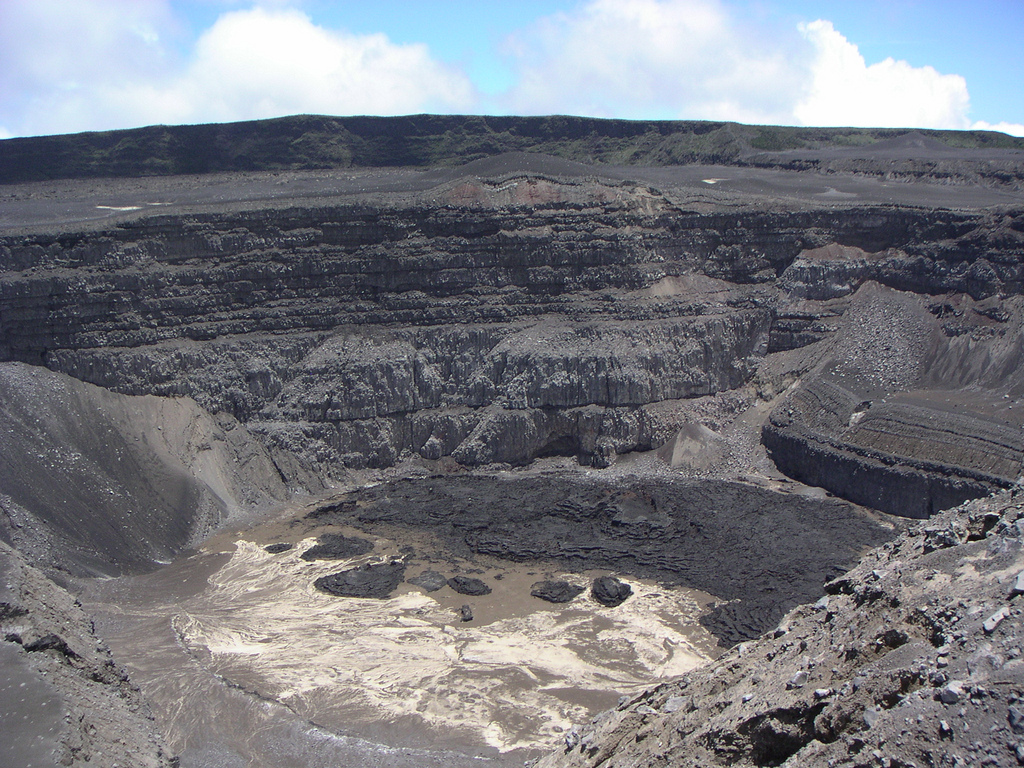
Kartala kaldera – Comore-szigetek

A Kartala (Karthala) egy aktív vulkán az Indiai-óceánon, a Comore-szigeteken.
A Grand Comore szigetét kialakító két pajzsvulkán közül a nagyobb, 2361 m-es hegy csúcsa egyben az ország legmagasabb pontja is.
A meglehetősen aktív vulkán a 19. század óta több mint 20 alkalommal tört ki.
A gyakori kitörések formálták a 3-4 km átmérőjű vulkáni kalderát.
Az utolsó kitörések 2005. április 17-én, és 2006. május 29-én voltak.
A hegy lejtőit 1800 m magasságig esőerdők borítják, melyek ritka növény és állatvilágnak adnak otthont.
A fakitermelés és a mezőgazdaság erősen veszélyezteti ezt az ökoszisztémát.

## Fordítás
Ez a szócikk részben vagy egészben  a   Mount Karthala című angol Wikipédia-szócikk fordításán alapul.  Az eredeti cikk szerkesztőit annak laptörténete sorolja fel. Ez a jelzés csupán a megfogalmazás eredetét és a szerzői jogokat jelzi, nem szolgál a cikkben szereplő információk forrásmegjelöléseként.